# Shimomoto Kenkichi

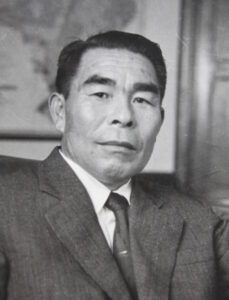
Shimomoto Kenkichi

Shimomoto Kenkichi (japanisch 下元 健吉; geboren 24. Dezember 1897 in Yoneyama (Präfektur Kōchi); gestorben 25. September 1957 in São Paulo, Brasilien) war ein Japaner, der in Brasilien eine große landwirtschaftliche Genossenschaft aufbaute.

## Leben und Wirken
Shimomoto Kenkichi wurde als dritter Sohn geboren und wanderte 1914 im Alter von 16 Jahren mit der Familie seines Bruders Ryōtarō nach Brasilien aus. Zunächst lebten im Dorf Cotia, einem Vorort von São Paulo vier japanische Familien, die sich mit dem Anbau von Süßkartoffeln beschäftigten. Bei dem Verkauf der von ihnen produzierten Süßkartoffeln waren sie immer Opfer der mitleidlosen Ausbeutung durch die Kaufleute der Stadt. Am 11. Dezember 1927 wurde als Antwort darauf die „Cotia Industrial Association“ (コチア産業組合, Cotia sangyō kumiai) mit 83 Mitgliedern gegründet, Shimomoto wurde Vorsitzender. Die Vereinigung entwickelte sich gut: Im März 1958 hatte sie 6.000 Mitglieder. Das Gesamtgeschäftsvolumen betrug Ende 1928 679.000 Cruzeiros und stieg bis Ende 1957 auf 4.507.250.000 Cruzeiros.
Shimomoto 1955 publizierte ein Handbuch für Einwanderer: Burajiru imin no tebiki (ブラジル移民の手引). Im März 1956 besuchte er Japan. Da in den Bauerndörfern der älteste Sohn den Hof weiterführt, haben die nachfolgenden Söhne oft Probleme, Arbeit zu finden. Shimomoto lud daher 1.500 Alleinstehende nach Cotia ein. Im April 1957 wurde zum Gedenken an den 30. Jahrestag der Gründung der Gesellschaft eine Nationale Landwirtschaftsausstellung abgehalten. Die Tatsache, dass 300.000 Besucher zu der Veranstaltung kamen, so viele wie nie zuvor, bewies, dass man die Existenz der „Cotia Industrial Association“ wirklich wahrgenommen hatte. 
Am 27. Oktober 1957 war Shimomoto als Vertreter der „Zentralvereinigung landwirtschaftlicher Kolonisationskooperativen in São Paulo“ (サンパウロ州農業拓植協同組合中央会, São Paulo-shū nōgyō kaitaku kyōdō kumiai chūōkai), der lokale Gastgeber für das „Industrial Development Youth Corps“ (産業開発青年隊, Sangyō kaihatsu seinen-tai), dessen Eröffnungsversammlung abgehalten wurde.
Shimomoto starb bald danach, keine 60 Jahre alt. In Anerkennung seiner Leistungen zu Lebzeiten verlieh ihm die japanische Regierung unter anderem den Orden der aufgehenden Sonne, die brasilianische Regierung verlieh ihm mit den „Ordem Nacional do Mérito“. Die Stadt São Paulo wird seiner Leistung für immer gedenken, sie hat einen Boulevard der Stadt „Kenkiti Shimomoto“ genannt.